# 2807 Karl Marx
2807 Karl Marx eller 1969 TH6 är en asteroid i huvudbältet som upptäcktes den 15 oktober 1969 av den ryska astronomen Ljudmila Tjernych vid Krims astrofysiska observatorium på Krim. Den har fått sitt namn efter Karl Marx.
Asteroiden har en diameter på ungefär 16 kilometer och den tillhör asteroidgruppen Dora.